# Tianchisaurus
Tianchisaurus là một chi khủng long ankylosauria sống vào thời kỳ kỷ Jura(tầng Bajo–Batho) tại Trung Quốc.